# Weston Lakes
Ne doit pas être confondu avec Lac Weston.
Weston Lakes est une ville située au nord-ouest du comté de Fort Bend, au Texas, aux États-Unis,.

## Démographie
Lors du recensement de 2010, la ville comptait une population de 2 482 habitants. Elle est également estimée, en 2016, à 3 410 habitants.

### Source de la traduction
- (en) Cet article est partiellement ou en totalité issu de l’article de Wikipédia en anglais intitulé « Weston Lakes, Texas » (voir la liste des auteurs).